# Salón de la Fama de Compositores de Nashville
El Salón de la Fama de los Compositores de Country es un museo fundado por la Fundación de Compositores de Nashville. Se encuentra en Nashville (Tennessee, Estados Unidos). Su objetivo es preservar y honrar el legado de los compositores de Nashville. Anualmente, se incluye a tres compositores en el Salón de la Fama.

## Artistas en el Salón de la Fama

### A
- Joe Allison
- Bill Anderson
- Gene Autry

### B
- Max D. Barnes
- Carl Belew
- Chuck Berry
- Charlie Black
- Otis Blackwell
- Hal Blair
- Johnny Bond
- Rory Bourke
- Bobby Braddock
- Sue Brewer
- Albert Brumley
- Felice & Boudleaux Bryant
- Smiley Burnette

### C
- Hoagy Carmichael
- Jenny Lou Carson
- Wayne Carson
- A.P. Carter
- Wilf Carter
- Johnny Cash
- Maggie Cavender
- Jerry Chesnut
- Jack Clement
- Zeke Clements
- Hank Cochran
- David Allan Coe
- Tommy Collins
- Roger Cook (songwriter)
- Rodney Crowell
- Sonny Curtis
- Chet Atkins

### D
- Ted Daffan
- Vernon Dalhart
- Hal David
- Jimmie Davis
- Mac Davis
- Alton & Rabon Delmore
- Al Dexter
- Danny Dill
- Dean Dillon
- Thomas A. Dorsey
- Bob Dylan

### E
- Everly Brothers

### F
- Jerry Foster & Bill Rice
- Dallas Frazier
- Lefty Frizzell

### G
- Don Gibson
- Randy Goodrum
- Rex Griffin
- Woody Guthrie

### H
- Merle Haggard
- Tom T. Hall
- Stuart Hamblen
- W.C. Handy
- Ted Harris
- William J. "Billy" Hill
- Buddy Holly
- Wayland Holyfield
- Vaughn Horton
- Harlan Howard
- Hayley Williams

### J
- Waylon Jennings
- Michael Jackson

### K
- Wayne Kemp
- Merle Kilgore
- Bradley Kincaid
- Pee Wee King
- Kris Kristofferson

### L
- Red Lane
- Huddie "Leadbelly" Ledbetter
- Dickey Lee
- Richard Leigh
- Dennis Linde
- Dave Loggins
- John D. Loudermilk
- Charles & Ira Louvin
- Loretta Lynn

### M
- Vic McAlpin
- Bob McDill
- Elsie McWilliams
- Bob Miller
- Eddie Miller
- Roger Miller
- Bill Monroe
- Moon Mullican

### N
- Steve & Ed Nelson
- Willie Nelson
- Mickey Newbury
- Bob Nolan
- Noel Gallagher

### O
- Kenny O'Dell
- Roy Orbison
- Paul Overstreet
- A.L. "Doodle" Owens
- Buck Owens
- Tex Owens

### P
- Dolly Parton
- Leon Payne
- Carl Perkins
- Ben Peters
- John Prine
- Curly Putman
- Elvis Presley

### R
- Eddie Rabbitt
- Allen Reynolds
- Jack Rhodes
- Tex Ritter
- Kent Robbins
- Marty Robbins
- Don Robertson
- Carson J. Robison
- Jimmie Rodgers
- Fred Rose
- Bobby Russell
- Johnny Russell

### S
- Don Schlitz
- Troy Seals
- Sanger D. "Whitey" Shafer
- Billy Sherrill
- Shel Silverstein
- Beasley Smith
- Hank Snow
- Joe South
- Tim Spencer
- Ray Stevens
- Redd Stewart
- Rory Shafer
- Gene Sullivan
- Glenn Sutton
- Taylor Swift

### T
- Hank Thompson
- Sonny Throckmorton
- Mel Tillis
- Floyd Tillman
- Merle Travis
- Ernest Tubb
- Conway Twitty

### W
- Jimmy Wakely
- Cindy Walker
- Wayne Walker
- Wiley Walker
- Don Wayne
- Jimmy Webb
- Billy Edd Wheeler
- Ray Whitley
- Marijohn Wilkin
- Hank Williams
- Bob Wills
- Norro Wilson
- Scotty Wiseman